# Ácido zoledrônico
O ácido zoledrônico (português brasileiro) ou ácido zoledrónico (português europeu) é um fármaco, inibidor da reabsorção óssea osteoclática. Pertence a classe dos bifosfonatos que são utilizadas para reduzir a quantidade de cálcio no sangue em situações que este se encontra muito elevado. Isto pode acontecer devido ao fato de os tumores poderem acelerar a renovação óssea normal de tal forma que aumenta a liberação de cálcio a partir do osso. Essa condição é conhecida como hipercalcemia induzida por tumor. A ação seletiva dos bifosfonatos no osso é baseada na sua elevada afinidade por osso mineralizado, mas o mecanismo molecular preciso que conduz à inibição da atividade osteoclástica é ainda desconhecido.

## Indicações
- Tratamento da hipercalcemia induzida por tumor
- Prevenção de eventos relacionados ao sistema esquelético, tais como fraturas, compressão da espinha, radioterapia, cirurgia óssea, em pacientes com tumor maligno avançado com comprometimento ósseo

## Contra-indicações
- Hipersensibilidade aos componentes da formulação ou outros bifosfonatos
- Gravidez
- Lactação
- Pacientes com creatinina sérica maior que 4,5 mg/dL (neste caso, deve-se avaliar a relação risco/benefício para utilização do medicamento)

## Reações adversas

### Leves e transitórias
- Febre
- Calafrios
- Dor óssea e/ou muscular

### Comuns
- Pancitopenia
- Confusão
- Conjuntivite
- Náusea
- Vômito
- Prurido
- Eritema
- Rash (erupção)
- Dor esquelética
- Fadiga
- Artralgia
- Bradicardia
- Aumento de creatinina
- Dor no peito
- Alteração no paladar
- Sede
- Hipocalcemia
- Hipofosfatemia
- Hipomagnesemia

### Incomuns
- Trombocitopenia
- Cefaleia

### Muito raras
- Insuficiência renal aguda

## Classificação
- MSRM
- ATC - M05BA08

## Nome comercial
- Aclasta
- Zometa
- BLAZTERE